# 藤原顕盛
藤原 顕盛（ふじわら の あきもり）は、平安時代後期の貴族。藤原北家末茂流、権中納言・藤原長実の長男。官位は正四位下・尾張守。

## 経歴
白河院政期後期に兵衛佐や越前守を務め、永久2年（1114年）従五位上に叙せられる。その後も父の藤原長実とともに白河法皇の近臣を務めながら、修理大夫や伯耆守・尾張守などの国司を歴任した。
大治4年（1129年）白河法皇が没すると、院政を継いだ鳥羽上皇は長実一族の排除に乗り出し、顕盛は修理大夫を解任されてしまう。長承2年（1133年）8月に長実が没すると、後を追うように顕盛も翌長承3年（1134年）正月25日に卒去した。享年35。最終官位は尾張守正四位下。

## 官歴
- 時期不詳：兵衛佐
- 永久2年（1114年） 2月11日：従五位上[1]。11月29日：見越前守[2][3]
- 永久5年（1117年） 11月26日：見左兵衛佐兼越前守従五位上[4]
- 保安元年（1120年） 11月25日：伯耆守[2][5]
- 大治2年（1127年） 正月：修理大夫（父長実譲）[6]
- 大治4年（1129年） 2月24日：見兼尾張守[7]。11月3日：見修理大夫兼尾張守[8]
- 長承3年（1134年） 正月25日：卒去（尾張守正四位下）[9]

## 系譜
『尊卑分脈』による。
- 父：藤原長実
- 母：文賛の娘
- 妻：藤原敦兼の娘
  - 男子：藤原俊盛
- 生母不詳の子女
  - 男子：藤原信盛